# Salina Turda

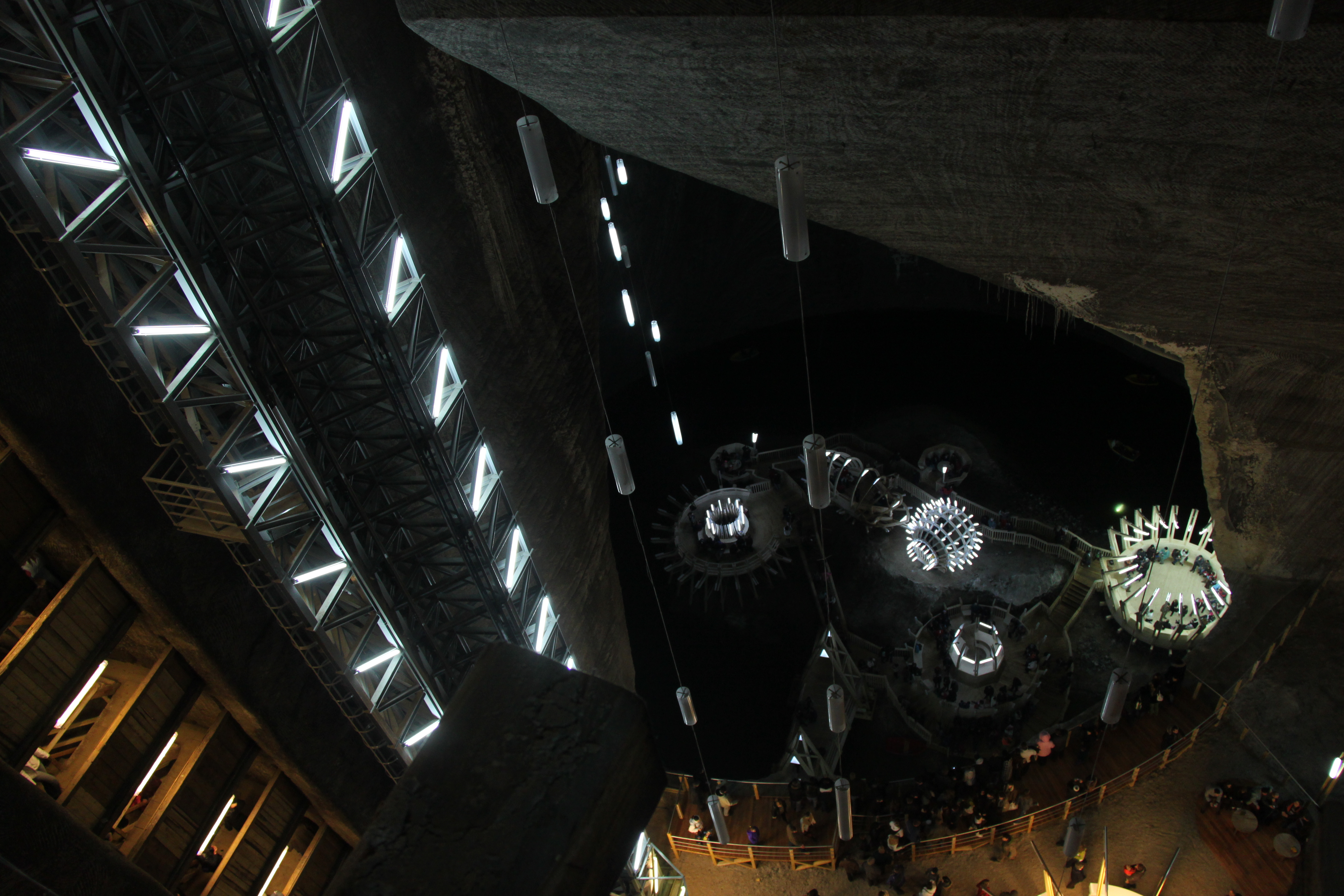

La Salina Turda (mina de sal de Turda), en la ciudad rumana de Turda (en Transilvania), ha sido explotada desde la Edad Antigua y sin interrupción entre los años 1075 y 1932. Desde 1992 es un destino turístico muy popular. Completamente renovada en 2009, tiene una temperatura constante de entre 10 y 12 °C.

## Características
La Salina Turda con más de 13,6 millones de años está situada en Turda, provincia de Cluj. Cubre un área de aproximadamente 45 km² y tiene un espesor de unos 250 m. Está compuesta por sal monomineral, que es una roca compuesta de halita pura (NaCl), mineral cuyo porcentaje supera el 99%. Esta reserva geológica se estima en 38.750 millones de toneladas.
La explotación sistemática del yacimiento se inició en la minería de superficie y subterránea más tarde. Se supone que la explotación sistemática de la sal de Turda comenzó durante la ocupación romana en Dacia, pero con ningún documento o evidencia arqueológica para demostrar la existencia de estas explotaciones.

## Historia
Después de un período de auge, entre finales del siglo XIV y mediados del siglo XVI, después de un período de disminución de la tasa de desarrollo de la producción minera en Transilvania. Para conocer la situación exacta que estaban en las minas de sal, la casa real envía comisionados para inspeccionar las minas de Transilvania. Comisionados reales Paulus Bornemisza y Georgius Wernher en el informe de la primavera de 1552, son las referencias a la sal de calidad, métodos de operación y el número y tipo de trabajadores. En el mismo documento, la mina de sal de Turda declarado como el más importante de Transilvania y la despensa de sal (como un sistema para organizar y coordinar el funcionamiento de la sal) fue el principal Turda, "por su administrador (nombrado por Rey Ed) también había terminado otras cámaras".

## Galería fotográfica

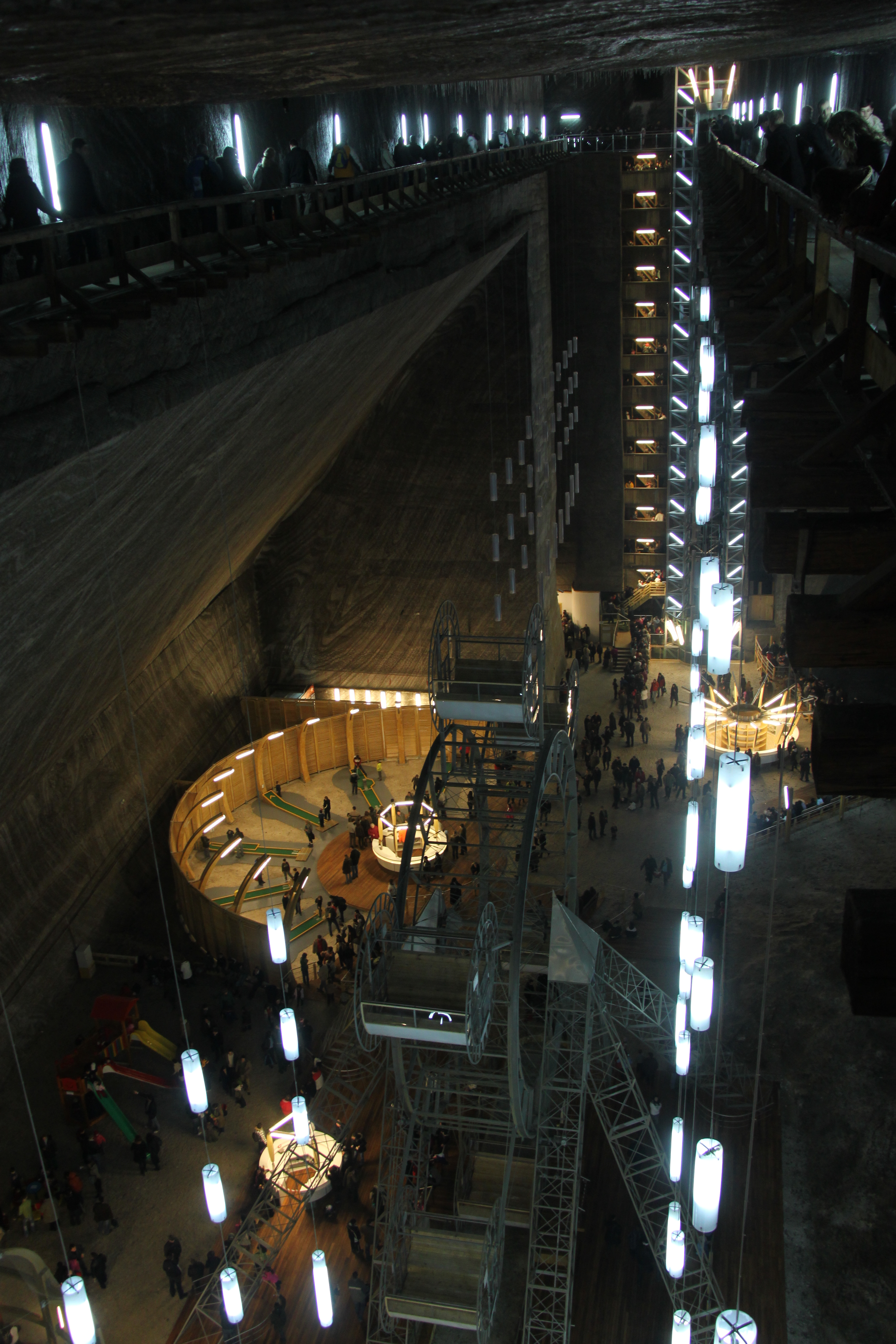
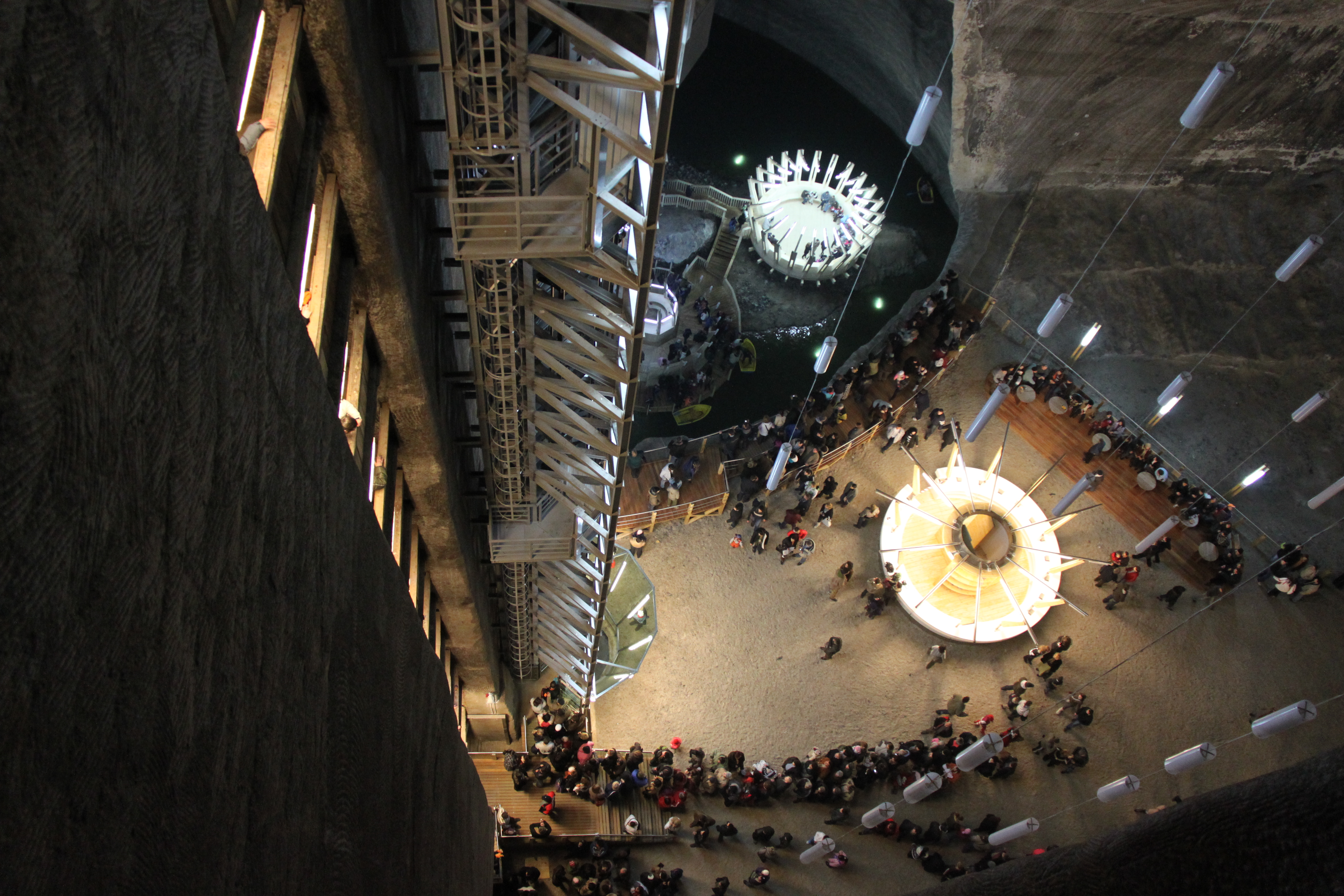
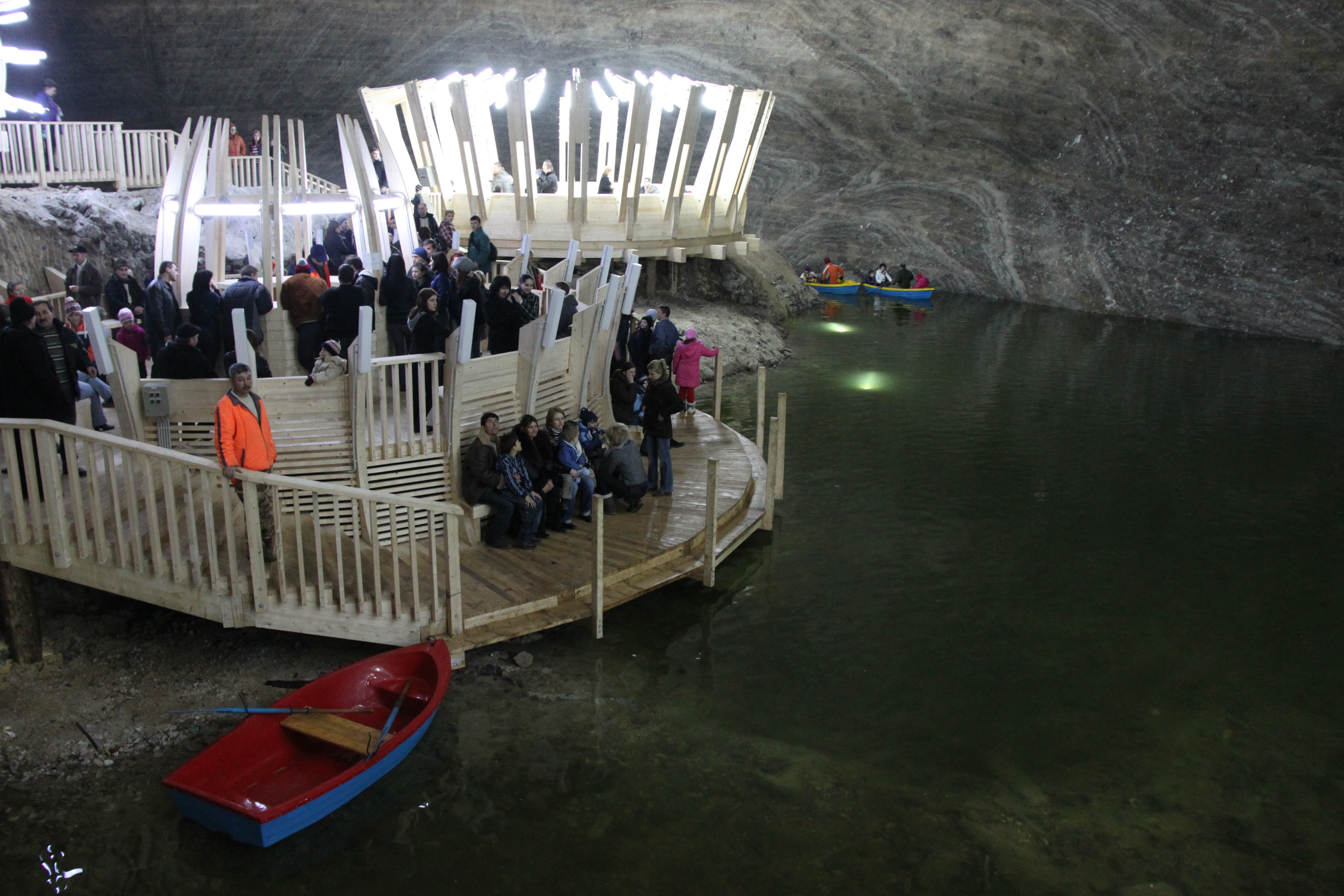
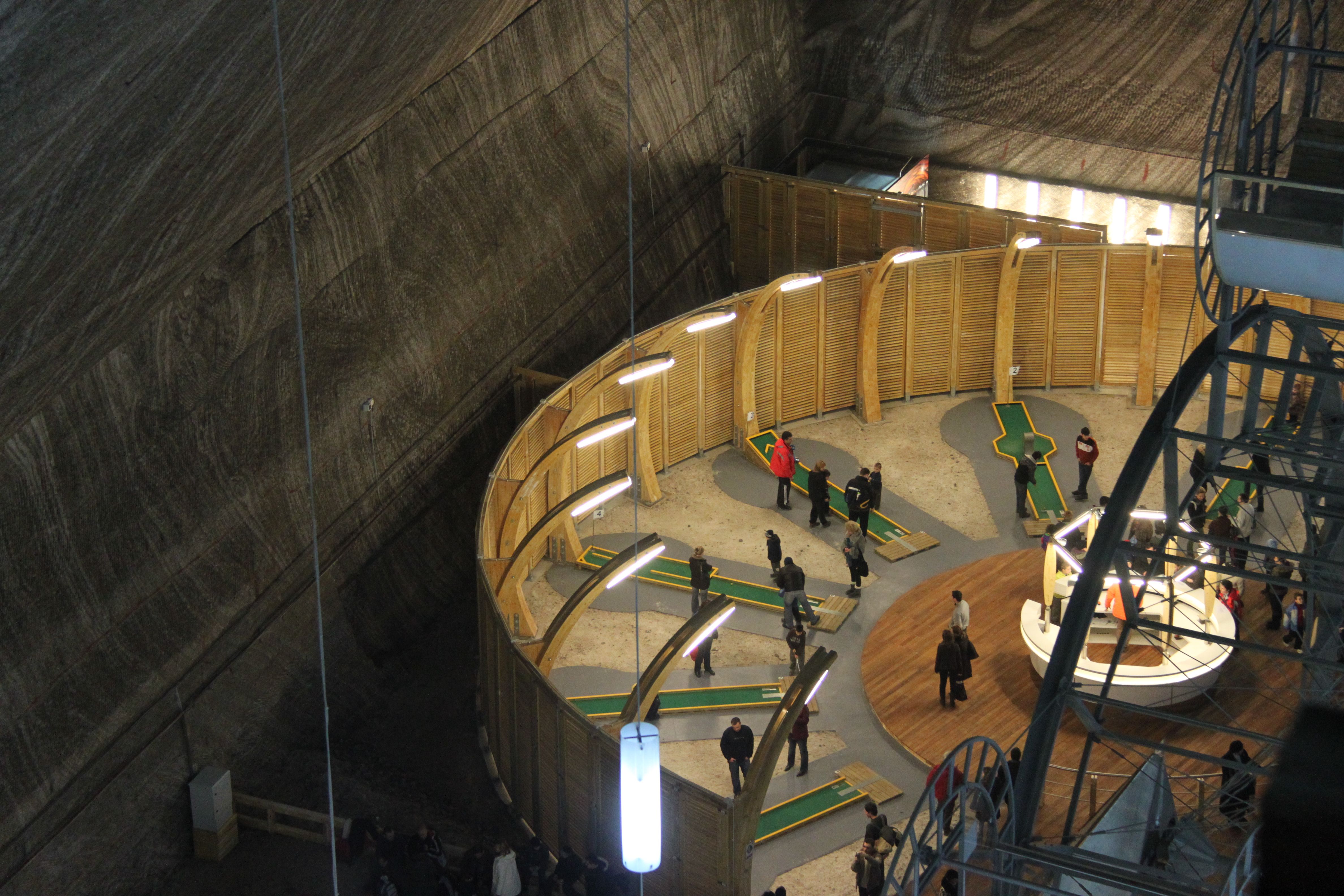
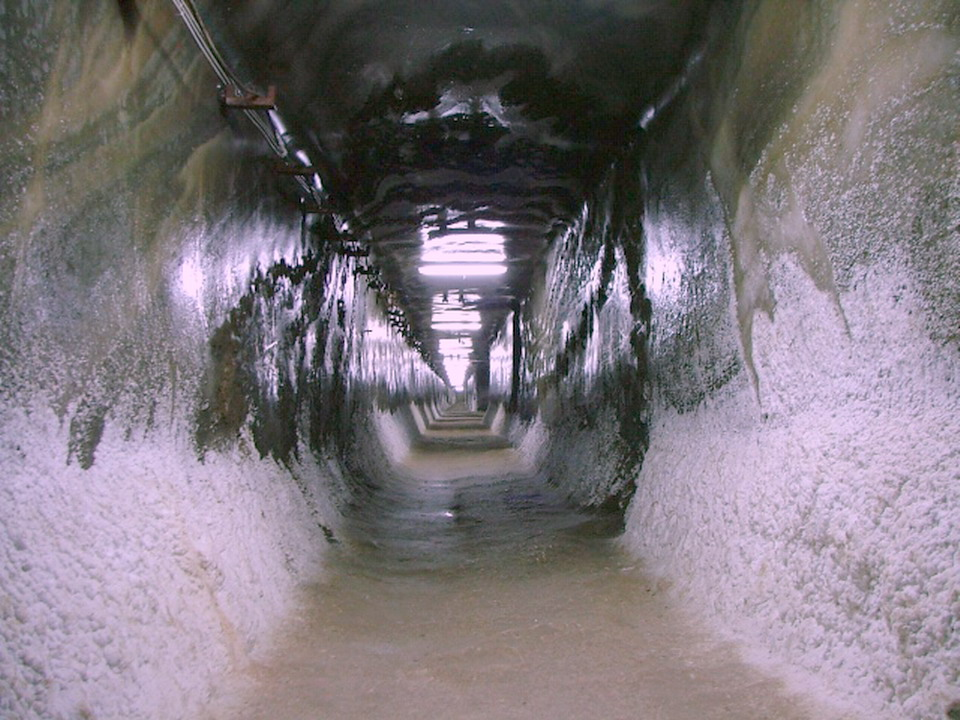
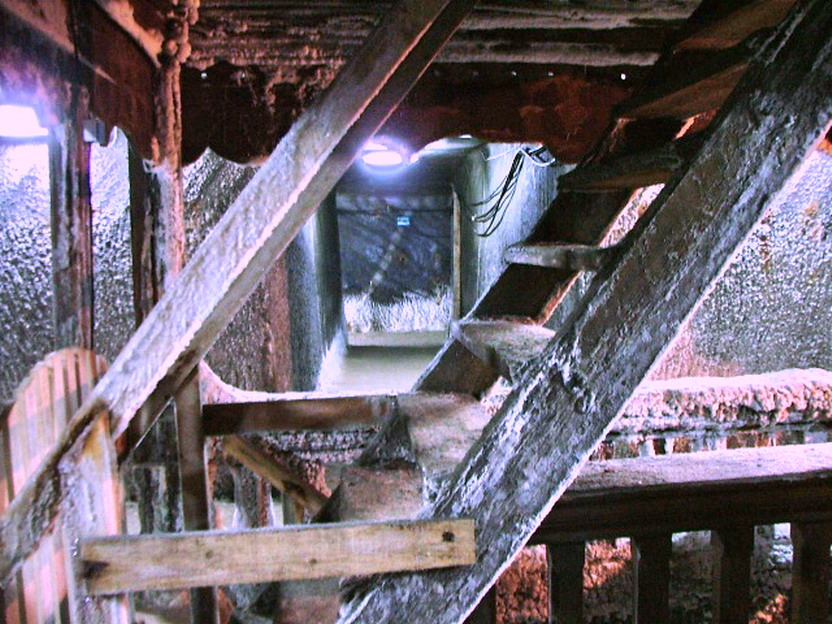